# Welcome to Jamrock
Welcome to Jamrock est un album de reggae de Damian Marley sorti en 2005.

## Liste des titres
| No  | Titre                    | Durée |
| --- | ------------------------ | ----- |
| 1.  | Confrontation            | 5:29  |
| 2.  | There For You            | 4:41  |
| 3.  | Welcome To Jamrock       | 3:33  |
| 4.  | The Master Has Come Back | 4:40  |
| 5.  | All Night                | 3:30  |
| 6.  | Beautiful                | 4:47  |
| 7.  | Pimpa’s Paradise         | 5:04  |
| 8.  | Move!                    | 3:44  |
| 9.  | For The Babies           | 4:53  |
| 10. | Hey Girl                 | 4:15  |
| 11. | Road To Zion             | 5:17  |
| 12. | We’re Gonna Make It      | 4:20  |
| 13. | In 2 Deep                | 4:44  |
| 14. | Khaki Suit               | 3:57  |

## Récompenses
L'album remporte un Grammy Award du meilleur album de reggae.